# Camille Bert
Pour les articles homonymes, voir Bert.
Camille-Léon-Louis Bertrand, dit Camille Bert, est un acteur de théâtre et de cinéma français, né le 27 décembre 1880 à Orléans et mort le 18 juin 1970 à Paris 8e.

## Biographie
Il fut élève dans l'école de Paul Mounet au Conservatoire d'art dramatique de Paris, ce qui lui permit de jouer sur la plupart des scènes parisiennes et en tournées. Il séjourna notamment au théâtre Michel de Saint-Pétersbourg.
Sa carrière cinématographique s'étale de 1909 à 1956 totalisant une bonne centaine de films (équivalence entre le muet et le parlant).
Il se retire pour finir ses jours auprès de son épouse, Adrienne Guilloud. Il meurt à son domicile et est inhumé dans la division 27 au cimetière parisien de Thiais.

## Théâtre
- 1906 : Éducation de prince de Maurice Donnay, théâtre du Vaudeville
- 1907 : Le Ruisseau de Pierre Wolff, théâtre du Vaudeville
- 1908 : La Maison en ordre d'Arthur Wing Pinero, théâtre Femina
- 1909 : La Route d'émeraude de Jean Richepin d'après Eugène Demolder, théâtre du Vaudeville
- 1922 : Le Portrait de Dorian Gray d'après Oscar Wilde, mise en scène Georges Pitoëff, Comédie des Champs-Élysées
- 1923 : Le Chevallier de Colomb[Où ?]
- 1939 : Baignoire B de Maurice Diamant-Berger, mise en scène Jean Wall, théâtre Marigny
- 1944 : Le Portier du paradis d'Eugène Gerber, mise en scène Henri Beaulieu, théâtre Pigalle
- 1951 : Corruption au palais de justice d'Ugo Betti, mise en scène Yves Villette, théâtre Lancry

## Filmographie
- 1911 : Au fil de l'eau de Max André
- 1911 : Le Roi de Louis Feuillade
- 1912 : La Loi de la guerre de Henri Fescourt
- 1913 : La Poudre X de René Le Somptier
- 1913 : Pourquoi ? de Henri Fescourt
- 1914 : Le Calvaire de Louis Feuillade
- 1914 : La Fille du prince de Henri Fescourt
- 1914 : Fleur d'exil de Henri Fescourt
- 1915 : La Fille du Boche de Henri Pouctal
- 1915 : France d'abord de Henri Pouctal
- 1915 : Quand même de Henri Fescourt
- 1915 : L'Homme masqué de Henri Pouctal
- 1915 : Pêcheur d'Islande de Henri Pouctal
- 1916 : L'Épreuve de Louis Feuillade
- 1917 : Le Bandeau sur les yeux de Louis Feuillade
- 1917 : Déserteur de Louis Feuillade
- 1917 : La Fugue de Lily de Louis Feuillade
- 1918 : L'Énigme de Jean Kemm
- 1919 : Au travail de Henri Pouctal
- 1919 : Haceldama ou le Prix du sang de Julien Duvivier
- 1920 : Le Lys du Mont Saint-Michel de Henry Houry et J. Sheffer
- 1920 : Le Secret de Rosette Lambert de Raymond Bernard
- 1921 : Gigolette de Henri Pouctal
- 1922 : Jean d’Agrève de René Leprince
- 1922 : Vent debout de René Leprince
- 1922 : Le Refuge de Georges Monca et Rose Pansini
- 1923 : L'Espionne de Henri Desfontaines
- 1923 : Pax Domine de René Leprince
- 1924 : L'Arriviste d'André Hugon : l'inconnu
- 1924 : L'Enfant des halles de René Leprince
- 1924 : Princesse Lulu de E.B Donatien
- 1925 : La Vocation d'André Carel de Jean Choux
- 1926 : La Réponse du destin de André Hugon
- 1926 : Yasmina de André Hugon
- 1926 : Le Joueur d'échecs de Raymond Bernard
- 1926 : La Châtelaine du Liban de Marco de Gastyne
- 1926 : Le Berceau de Dieu de Fred Leroy-Granville
- 1927 : La Vestale du Gange de André Hugon
- 1928 : Tu m'appartiens de Maurice Gleize
- 1928 : Il était une fois trois amis de Jean-Benoît Lévy et Marie Epstein
- 1928 : L'Équipage, de Maurice Tourneur
- 1929 : Lendemain d'amour de Gaston Mourru de Lacotte
- 1929 : Tarakanova de Raymond Bernard
- 1930 : La Lettre de Louis Mercanton
- 1930 : Accusée, levez-vous de Maurice Tourneur
- 1930 : David Golder de Julien Duvivier
- 1932 : Les Deux Orphelines de Maurice Tourneur
- 1932 : Maurin des Maures de André Hugon : le brigadier Orsini
- 1932 : Mon curé chez les riches de E.B Donatien
- 1932 : Pax de Francis A. Elias et Camille Lemoine
- 1933 : La Voie sans disque de Léon Poirier
- 1933 : Le Petit Roi de Julien Duvivier
- 1933 : Cette nuit-là de Marc Sorkin
- 1933 : Gardez le sourire de Paul Fejos et René Sti
- 1933 : L'Illustre Maurin de André Hugon
- 1933 : Matricule 33 de Karl Anton
- 1933 : La Merveilleuse Tragédie de Lourdes de Henri Fabert
- 1934 : Le Grand Jeu de Jacques Feyder : le colonel
- 1934 : Brevet 95-75 de Pierre Lequim
- 1934 : Itto de Jean-Benoît Lévy et Marie Epstein
- 1934 : Le Rosaire de Gaston Ravel et Tony Lekain
- 1934 : Sapho de Léonce Perret
- 1934 : Bar de nuit  - court métrage -
- 1935 : Variétés, de Nicolas Farkas
- 1935 : Le Clown Bux de Jacques Natanson
- 1935 : L'Impossible Aveu de Giuseppe Guarino
- 1935 : Michel Strogoff de Jacques de Baroncelli et Richard Eichberg
- 1935 : Le Mystère Imberger de Jacques Séverac
- 1935 : La Tendre Ennemie de Max Ophüls
- 1935 : Tovaritch de Jacques Deval
- 1936 : Les Bas-fonds de Jean Renoir
- 1936 : Les Loups entre eux de Léon Mathot
- 1936 : Maria de la nuit de Willy Rozier
- 1936 : La Rose effeuillée de Georges Pallu
- 1937 : Paris de Jean Choux
- 1937 : Yoshiwara de Max Ophüls
- 1937 : La Dame de pique de Fédor Ozep
- 1937 : Feu ! de Jacques de Baroncelli
- 1937 : La Fille de la Madelon de Georges Pallu et Jean Mugeli
- 1937 : Monsieur Bégonia de André Hugon : Papalagos
- 1937 : Police mondaine de Michel Bernheim et Christian Chamborant
- 1937 : Sœurs d'armes de Léon Poirier
- 1937 : Tamara la complaisante de Félix Gandéra et Jean Delannoy
- 1938 : Champions de France de Willy Rozier
- 1938 : Ceux de demain de Adelqui Millar et Georges Pallu
- 1938 : La Cité des lumières de Jean de Limur
- 1938 : Le Héros de la Marne de André Hugon : Hans
- 1938 : Légions d'honneur de Maurice Gleize
- 1938 : Paix sur le Rhin de Jean Choux
- 1938 : Thérèse Martin de Maurice de Canonge
- 1939 : Sidi-Brahim de Marc Didier
- 1940 : Finance noire de Félix Gandéra
- 1941 : Mam'zelle Bonaparte de Maurice Tourneur
- 1942 : La Grande Marnière de Jean de Marguenat
- 1942 : Mermoz de Louis Cuny
- 1942 : Le Voile bleu de Jean Stelli
- 1943 : Le Soleil de minuit de Bernard Roland
- 1945 : Mission spéciale de Maurice de Canonge
- 1947 : L'Éventail d'Emil-Edwin Reinert
- 1949 : La nuit s'achève de Pierre Méré
- 1956 : Heidemarie d'Hermann Kugelstadt
- 1956 : Bonjour jeunesse de Maurice Cam